# Наср ибн Сайяр
Наср ибн Сайяр (араб. نصر بن سيار الليثي الكناني‎, 663-748) — арабский генерал и последний Омейядский губернатор Хорасана в 738–748 годах. Наср сыграл выдающуюся роль в войнах против кочевников-тюргешей, хотя не смог решительно подавить восстание аль-Хариса ибн Сурайджа на его ранних стадиях. Его уважали как солдата и государственного деятеля, при этом он был обязан своим назначением в большей степени своему племенному происхождению, что сделало его зависимым от халифа. Его пребывание в должности, тем не менее, было успешным, поскольку Наср ввел давно назревшие налоговые реформы, которые ослабили социальную напряженность и в значительной степени восстановили и стабилизировали власть Омейядов в Трансоксиане, значительно ослабленную натиском тюргешей. Однако последние годы Насра были заняты межплеменным соперничеством и восстаниями, а сам Халифат канул в период гражданской войны. В 746 году Наср был изгнан из своей столицы Ибн Сурайджем и Джудаем аль-Кирмани, но вернулся после того, как последние поссорились между собой. Занятый этим конфликтом, Наср не смог остановить распространение мятежа Аббасидов, лидер которой Абу Муслим воспользовался ситуацией в своих интересах. Изгнанный из своей провинции в начале 748 года, Наср бежал в Иран, преследуемый силами Аббасидов, где умер 9 декабря 748 года.

## Ранняя жизнь

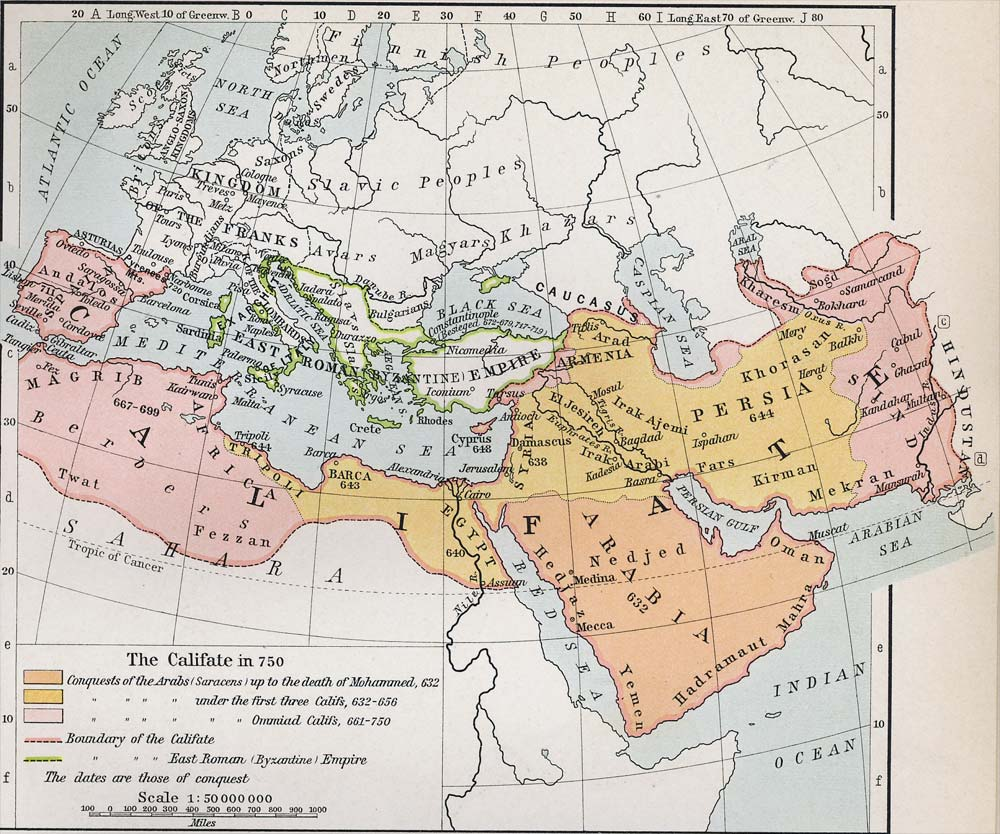
Экспансия мусульман к 750 году. Хорасан - на северо-востоке.
Мусульманское государство к моменту смерти пророка Мухаммеда
Экспансия в период Праведного халифата
Экспансия Омейядского халифата
Византийская империя

Наср был военачальником с многолетним стажем и опытом службы в Хорасане. Ещё в 705 году он участвовал в походе по верховьям реки Окс под руководством Салиха, брата Кутейбы ибн Муслима, генерала, которому было поручено покорить Трансоксиану. За службу во время этой кампании Наср был награждён целой деревней. Несмотря на успехи Кутейбы, большая часть Центральной Азии к востоку от Окса оставалась вне зоны арабского контроля. Арабские гарнизоны были установлены в крупных городах, таких как Самарканд, Балх и Бухара, за их пределами Халифат полагался на сюзеренитет над местными князьями. Кроме того, столкновения с поддерживаемым Китаем тюргешами, двусмысленная политика, проводимая в отношении обращения коренного населения в ислам (политика исламизации с одной сороны, стремление замедлить её - с другой, так как новообращенные освобождались от уплаты налога с иноверцев, следовательно сокращалась прибыль от налогов) и растущая межарабская племенная фракционность ослабили контроль Омейядов над регионом и потребовали наращивания военной активности.
В 724 году Наср считается главой армии, направленной против Балха, где беспокойные йеменские войска отказались участвовать в экспедиции против Ферганы, обернувшейся в итоге катастрофическим «Днем жажды». Его войска, усиленные людьми из вассального княжества Чаганиан, столкнулись с йеменцами в Барукане и одержали верх. Это привело к обиде на него со стороны йеменцев, и во время губернаторства йеменца Асада ибн Абдаллаха аль-Касри Наср впал в немилость.
Наср был одним из немногих мусульманских лидеров, проявивших себя в катастрофической битве на перевале Тахтакарача в июле 731 года. В 734 году он был назначен губернатором Балха после ареста предыдущего губернатора. Там он столкнулся с мятежом местных хорасанских войск под предводительством аль-Хариса ибн Сурайджа, который призвал к реформированию налогообложения и прекращению дискриминации по отношению к новообращенным (мавали). Ибн Сурайдж прошёл к Балху и захватил город лишь с 4 000 последователей, хотя Наср командовал 10 000 солдат. Из источников неясно, был ли город захвачен у Насра или в его отсутствие, а затем сумел его удержать. В любом случае Наср и его армия оставались пассивными до конца восстания. Они не помогали столице провинции Мерву, когда мятежники напали на неё, и эта позиция побудила несколько местных племен присоединиться к восстанию. В конце концов, повстанцы были побеждены Джудаем аль-Кирмани, а Ибн Сурайдж бежал через Окс к тюргешам.

## Назначение губернатором Хорасана

Карта Хорасана и Трансоксианы в VIII веке

В июле 738 года, в возрасте 74 лет, Наср был назначен губернатором Хорасана. Несмотря на свой возраст, его уважали как за военные заслуги, так и за знания о делах Хорасана и способности государственного деятеля. Однако в сложившейся ситуации его назначение было связано скорее с племенной принадлежностью, а не с его личными качествами.
С первых дней мусульманских завоеваний арабские армии были разделены на полки, формировавшиеся от отдельных племен или племенных конфедераций. Несмотря на то, что многие из этих группировок были недавними образованными, созданными из соображений военной эффективности, а не из-за какого-либо общего происхождения, вскоре они приобрели сильную племенную идентичность. В конце концов, к началу периода Омейядов эта система перешла к формированию все более крупных супергрупп, кульминацией которых стали две супергруппы: северные арабская племенная конфедерация мудари (клан кайс) и южные арабы или «йеменцы» (Яман), где доминировали кланы азд и рабия. К VIII веку это разделение утвердилась по всему Халифату и стало источником постоянной внутренней нестабильности, так как две группы сформировали конкурирующие политические партии, борющиеся за власть и разделенные ненавистью друг к другу. Во время правления Хишама ибн Абдул-Малика правительство Омейядов назначило губернаторами Хорасана мудари, за исключением Асада ибн Абдаллаха аль-Касри в 735–738 годах. Назначение Насра произошло через четыре месяца после смерти Асада. Источники противоречиво сообщают, что провинцией до того управлял либо сирийский генерал Джафар ибн Ханзала аль-Бахрани, либо лейтенант Асада Джудай аль-Кирмани. В любом случае источники согласны с тем, что аль-Кирмани в то время считался самым выдающимся человеком в Хорасане и должен был стать губернатором. Но его йеменские корни (он был лидером клана азд в Хорасане) делали его неугодным халифу.
Наср, помимо других своих качеств, был мудари и женился на женщине из клана тамим. Поэтому он был бы приемлем для многочисленного мударийского элемента армии Хорасана, который превосходил йеменцев по численности, но мог также как местный житель уменьшить недовольство арабов хорасани (родившихся в Хорасане) по отношению к сирийскому правительству Омейядов. Невыдающееся племенное происхождение Насра - он был из знатной семьи племени лайт из Кинаны - также соответствовало целям халифа, так как оно означало, что у него не было какой-либо собственной опоры в регионе. Действительно, правление Насра не было полностью принято многими арабскими соплеменниками: йеменцы выступали за собственного кандидата аль-Кирмани и негодовали по поводу возвращения власти к мудари; каситы вокруг Нишапура также отказались поддержать Насра, и даже сирийский контингент примкнул к его противникам. Наср в основном полагался на поддержку могущественного племени тамим, жившего вокруг Мерва. Пока его поддерживали сильное центральное правительство в Дамаске, Наср мог контролировать своих внутренних врагов, но после смерти халифа Хишама в 743 году эта поддержка исчезла. Когда Язид III пришёл к власти в начале 744 года, он первоначально приказал заменить Насра. Наср отказался покинуть пост и в конце концов оказался прав: новый халиф Марван II в декабре 744 года подтвердил положение Насра.

## Реформы и кампании
Наср дал своей провинции беспрецедентный период хорошего управления, стабильности и процветания. Его основными достижениями были реформа налоговой системы и восстановление контроля Омейядов над Трансоксианой.
Налоговая система Хорасана была создана во время мусульманского завоевания и с тех пор оставалась неизменной. Он опирался на сбор фиксированной дани среди местных немусульман (в основном зороастрийцев) местной же знатью, дихканами, которые часто притесняли мусульманских поселенцев и новообращенных. Это способствовало социальной напряженности, спрос на налоговую реформу, в свою очередь, подогревали восстания, как в случае с восстанием Ибн Сурайджа. Наср упорядочил налоговую систему в 739 году, введя общее обложение (земельных налог - харадж) всех владельцев сельскохозяйственных земель и заставив немусульман платить дополнительный налог (джизья). Таким образом, 30 000 мусульман были освобождены от джизьи, а 80 000 немусульман платили налог. Также было уделено внимание точному сбору хараджа в соответствии с договорами с местными правителями, в результате чего налоговое бремя в целом было уменьшено. Традиционно считается, что эта реформа помогла восстановить лояльность местного населения и князей; другие ученые, тем не менее, рассматривают эффект от этой запоздалой реформы как минимальный. После своего назначения Наср также перенес столицу провинции обратно в Мерв из Балха, где находился двор Асада. Кроме того, впервые в истории провинции он назначил наместников. Они были взяты из числа его союзников и сторонников, чтобы вознаградить их и улучшить контроль над провинцией.
Воспользовавшись распадом Тюргешского каганата после убийства кагана Сулука, Наср двинулся через Окс. Его первая кампания, сразу после назначения, проходила в Чаганиане; вторая кампания, в 740 году, возвратила большую часть территории в Согдиане, включая Самарканд. Стремясь вернуть все земли, ранее завоеванные при Кутейбе ибн Муслиме, и прекратить деятельность Ибн Сурайджа, который там базировался, Наср начал экспедицию на Аш-Шаш (Ташкент). Княжество Уструшана подчинилось мирно, но когда мусульманская армия достигла реки Яксарт, её встретили 15-тысячные войска из Шаша вместе с людьми Ибн Сурайджа и некоторыми тюргешами, якобы во главе с Бага-тарханом, убийцей Сулука. Согласно арабской традиции, Наср смог разогнать тюргешей и разбить один из их торядов, убив командира, но, по-видимому, не смог покорить Аш-Шаш, поскольку в итоге был вынужден заключить соглашение с правителем Шаша, в результате которого Ибн Сурайдж был изгнан в Фараб. Наср также начал две экспедиции против Ферганы, разграбил села и захватили множество пленных.
Казалось, что к 743 году позиции Омейядов в Хорасане были сильнее, чем когда-либо. Однако реальность под красивым фасадом была иной. Напряженность и взаимное недоверие между хорасанскими арабами и 20 000 сирийских солдат, введенных в провинцию после катастрофической битвы на перевале Тахтакарача в 731 году и племенной антагонизм продолжали создавать проблемы. Возмущение йеменцев назначением Насра усилилось неприязнью к сирийскому режиму Омейядов, вызванному несправедливой налоговой политикой. Хотя Наср пытался исправить ситуацию, было слишком поздно.
Кроме того, Хорасан был крупным центром раннего шиизма и, в частности, секты кайсанитов, которая получила широкое признание в провинции, особенно среди новообращенных. В 742–743 годах Наср подавил восстание под предводительством Яхьи, сына Зайда ибн Али и лидера кайсанитов в Хорасане. Яхья был казнен, и образовавшийся вакуум в руководстве кайсанитов открыл дорогу для хорасанского отделения сторонников семьи Аббасидов.

## Гражданская война иАббасидская революция
В 743 году, после смерти халифа Хишама, Валид II подтвердил полномочия Насра на посту губернатора, но влиятельный губернатор Ирака Юсуф ибн Умар ат-Такафи, противник Насра, попытался выманить его из Хорасана и вызвал в Ирак. Наср задержал свой отъезд, затягивая время, и был спасен гибелью Валида в апреле 744 года. Однако преемник Валида Язид III решил установить режим, в котором доминировало йеменское племя калби. Положение Насра было серьёзно подорвано, и теперь йеменская фракция надеялась, что их лидер Джудай аль-Кирмани будет назначен губернатором вместо него. Действительно, Язид назначил своего фаворита Мансура ибн Джумхура аль-Калби губернатором Ирака, и тот, в свою очередь, назначил своего собственного брата на замену Насру. Наср отказался принять эту меру, и ему снова повезло, поскольку Мансур потерял самообладание и был уволен через два месяца. Агитация среди йеменской фракции продолжалась на фоне слухов о том, что Наср перехватил письма о назначении аль-Кирмани губернатором. Наср пытался укрепить свои позиции, отстранив аль-Кирмани от руководства кланом азд. Это привело к всеобщему восстанию кланов азд и рабия под предводительством аль-Кирмани.
13 июля 744 года Наср пленил и заключил аль-Кирмани в тюрьму. Спустя всего лишь месяц тот сбежал, и к его восстанию присоединились не только солдаты клана азд, но и многие арабские поселенцы вокруг Мерва. Сначала было достигнуто предварительное перемирие, во время которого были проведены бесплодные переговоры, но после того, как халиф Язид подтвердил полномочия Насра на его посту, аль-Кирмани и йеменцы возобновили восстание. Наср, в свою очередь, попытался укрепить позиции, заручившись услугами аль-Хариса ибн Сурайджа, бывшего противника аль-Кирмани, который пользовался значительной поддержкой среди некоторых арабских племен и особенно его сородичей из клана тамим. Когда в июле 745 года Ибн Сурайдж прибыл в Мерв, его с энтузиазмом встретили жители города. Но скоро Ибн Сурайдж отказался от соглашения с Насром, удалился в деревню и поднял восстание. Ибн Сурайдж также смог использовать непопулярность халифа Марвана II среди мудари, хотя Наср признал его законным халифом в обмен на подтверждение полномочий. Используя это негодование, Ибн Сурайдж вскоре собрал вокруг себя армию из более чем 3000 человек.
В марте 746 года армия Ибн Сурайджа напала на Марва, но была отбита со многими жертвами, после чего Ибн Сурайдж заключил союз с аль-Кирмани. Поскольку Марван II все ещё был занят укреплением позиций в Сирии и Месопотамии, Наср лишился каких-либо надежд на помощь извне, и союзные армии Ибн Сурайджа и аль-Кирмани изгнали его из Мерв к концу 746 года. Наср отступил в Нишапур, но через несколько дней аль-Кирмани и Ибн Сурайдж рассорились, что привело к гибели Ибн Сурайджа. Затем Аль-Кирмани разрушил кварталы тамим в городе, что было недопустимым в арабской традиции - жилища считались неприкосновенными в случае вооруженной борьбы. В результате мудари перешли на сторону Насра. При их поддержке, особенно клана кайс, обосновавшегося вокруг Нишапура, Наср смог собрать силы для похода на Мерв. Летом 747 года армии Насра и аль-Кирмани встретились под стенами Мерва, создали два укрепленных лагеря и сражаясь друг с другом в течение нескольких месяцев. Боевые действия прекратились только тогда, когда стало известно о начале восстания хашимитов Абу Муслима.
Переговоры начались, но были прерваны, когда член свиты Насра, озлобленный сын Ибн Сурайджа, убил аль-Кирмани. Тем не менее, возобладало хладнокровие, и обе стороны смогли урегулировать свои разногласия, а Наср вновь занял свое место в Мерве. Однако напряженность осталась, и Абу Муслиму вскоре удалось убедить сына и преемника аль-Кирмани Али в том, что Наср причастен к убийству его отца. В результате и Али аль-Кирмани, и Наср по отдельности обратились за помощью к Абу Муслиму, который теперь в руках ситуацию. Абу Муслим в итоге решил поддержать аль-Кирмани. 14 февраля 748 года армия Абу муслима оккупировала Мерв, и Насру вновь пришлось бежать из города, на этот раз навсегда. Преследуемые силами хашимитов под предводительством Кахтабы ибн Шабиба ат-Таи, Наср был вынужден покинуть Нишапур после того, как его сын Тамим был разбит в Тусе, и отступить в район Кумис, на западных окраинах Хорасана. В этот момент прибыли долгожданные подкрепления от халифа, но их генерал и Наср не смогли скоординировать действия, и Кахтаба смог разбить армию халифа в Рее и убить командующего. Наср был вынужден оставить Кумис и бежать в Хамадан. По дороге в городе Сава он заболел и умер 9 декабря в возрасте 85 лет.
Внук Насра, Рафи ибн аль-Лайт, возглавил широкомасштабное восстание против губернатора Аббасидов Али ибн Исы ибн Махана в 807–810 годах, которое охватило Хорасан и Трансоксиану.